# Pravkniga.ru
Pravkniga.ru, «Православная книга России» — интернет-портал, посвященный православному книгоизданию на русском языке.
Портал создан по инициативе и силами издательства «ДарЪ» (генеральный директор и главный редактор Георгий Михайлович Гупало) при содействии и поддержке издательства «Белый город» (генеральный директор Константин Васильевич Чеченев).
Цели интернет-портала — сохранить информацию обо всех православных книгах, изданных в России в XX—XXI веках; информировать пользователей о книжных новинках; защитить верующих от вала псевдоправославной литературы. В каталоге портала — описания более 13 тыс. изданий, более 1 тыс. издательств и почти 900 библиотек. Вся эта информация предоставляется и размещается на некоммерческой основе. Также на портале имеются разделы новостей и рецензий, аудио- и видеоматериалы, православный и книжный календари, справочные материалы по издательскому делу, русской культуре, религиозной тематике.
Портал входит в десятку самых посещаемых сайтов православного Рунета. Сайт занял первое место в номинации «Лучшая электронная библиотека» на VII общественной выставки-форума «Православная Русь» 6 ноября 2009 года.
В 2012 году сайт прекратил существование с описанным содержанием. По его адресу расположен другой сайт (интернет-магазин).